# BOOPSI
A BOOPSI (teljes nevén: Basic Object Oriented Programming System for Intuition) egy objektumorientált programozási (OOP) alrendszer AmigaOS-re. Az OOP alrendszer az Intuition ablakozó alrendszer elemeit (mint pl.: Gadget, Image, Window) objektumokként kezeli és jeleníti meg, így kiterjeszti az Amiga grafikus felhasználói felületét (GUI). A BOOPSI részben a Smalltalk OOP programozási nyelven alapul és az AmigaOS 2.0 részeként jelent meg először.

## Felépítés és működés
A BOOPSI programozó szabadon kapcsolhatja egymáshoz az Intuition elemeit, így teljesen új elemeket, vagy akár GUI-t hozhat létre. Az objektumok hierarchikus rendszerben osztályokba (classes) rendeződnek, ahol minden osztály egy GUI grafikus vezérlőelemet (widget), illetve interfész eseményt definiál (tulajdonságait, viselkedését). A Smalltalkhoz hasonlóan itt is létezik egy gyökérosztály (rootclass), melyhez a BOOPSI három közvetlen alosztályt kapcsol: gadgetclass, imageclass és icclass (vagy interconnection class). Az első két osztály az Intuition megfelelő elemeihez kapcsolódik, míg az icclass új elem. Az icclass lehetővé teszi egy objektumnak, hogy egy esemény bekövetkezése esetén értesítsen egy másik objektumot. Az objektum viselkedése függ az osztályához rendelt metódusoktól (method), mely alapvetően egy az objektumra alkalmazott funkció. Ha egy alkalmazás vagy egy BOOPSI objektum azt szeretné, hogy egy másik BOOPSI objektum végrehajtson egy metódust, akkor átad számára egy parancsot üzenet (message) formájában. Új osztályok is létrehozhatók, melyek nyilvánosak (public) vagy privátak (private) lehetnek.

## Alkalmazás
A BOOPSI használatával a fejlesztők egyszerűbben tudnak saját vezérlőelemeket, sztenderd GUI-kat készíteni. A Magic User Interface és a ReAction jó példái egy komplett vezérlőelem eszköztárnak (widget toolkit). Szabad felhasználású BOOPSI projekt is elérhető a forráskódjával együtt "Open Boopsi Project" néven.